# Annelies Vandenberghe
Annelies Vandenberghe (26 maart 1984) is een Belgisch voormalig korfbalster. Ze won 1 titel met haar club, Voorwaarts en 1 keer de prijs voor Beste Belgische Korfbalster. Ze was ook speelster van het Belgisch korfbalteam.

## Spelerscarrière
Vandenberghe speelde voor Voorwaarts. In dienst van de club won ze 1 Belgische titel.

## Erelijst
- Eerste klasse kampioen veldkorfbal, 1x (2006)
- Beste Korfballer van het Jaar, 1x (2012)

## Rode Duivel
Van 2006 t/m 2015 was Vandenberghe een speelster van het Belgisch korfbalteam. 
Ze nam deel aan de volgende toernooien:
- EK 2006, 2010, 2014
- WK 2007, 2011, 2015
- World Games 2009, 2013

Ze speelde in totaal 49 officiële interlands met het Belgisch team.

## Na haar spelerscarrière
Na haar carrière als topspeelster bleef Vandenberghe actief binnen Voorwaarts. Ze bekleedt de functie van vice-voorzitter.